# Радослав Павлович (драматург)
Вижте пояснителната страница за други личности с името Радослав Павлович.
Радослав (Лале) Павлович (на сръбски: Радослав Павловић или Radoslav Pavlović) е сръбски сценарист и драматург.
Роден е на 8 септември 1954 г. в Александровац. Автор е на голям брой театрални пиеси, сред които безспорно най-популярна е „Шовинистичка фарса 3“ (1996) , и филмови сценарии, най-известните от които са „Балканска правила“ (1997), „Хајде да се волимо 3“ (1990) с участието на Лепа Брена и „Мој рођак са села“ (2008).
Между 2012 и 2017 г. Павлович е съветник по въпросите на културата на президента на Сърбия Томислав Николич.